# Белевцев, Яков Николаевич
Яков Николаевич Бе́левцев (7 [20] апреля 1912, Орехово, Воронежская губерния — 29 августа 1994, Киев) — советский и украинский геолог, член-корреспондент АН УССР.

## Биография
Родился 7 (20) апреля 1912 года в селе Орехово (ныне — в Касторенском районе Курской области).
В 1937 году окончил Днепропетровский горный институт, на протяжении 16 лет работал в производственных геологических учреждениях. В 1939—1941 годах работал в тресте «Кривбассгеология», в 1941—1944 годах — в геологических организациях Кемеровской области. В 1944—1946 годах — главный геолог Криворожского геологического треста. В 1946—1953 годах — главный геолог Кировской экспедиции Мингеологии СССР.
С 1952 года — доктор геолого-минералогических наук.
В 1953—1968 годах — профессор Киевского университета, заведующий отделом в Институте геологических наук АН УССР. С 1969 года — в Институте геохимии и физики минералов АН УССР.
С 1961 года — главный редактор «Геологического журнала» АН УССР.
Умер 29 августа 1994 года в Киеве.

## Научная деятельность
Основные работы посвящены геологии и генезису железных руд Криворожского железорудного бассейна, вопросам разведки рудных месторождений докембрийского возраста, общую металлогению докембрия. Разработал основы метаморфогснного образования рудных месторождений и теорию рудообразования.
Руководитель и участник работ по составлению карты металлоносности территории УССР. Провёл геологическое картирование Криворожского железорудного бассейна.
Белевцевым опубликованы 54 работы, из них 4 монографии.

### Научные труды
- Генезис железных руд Криворожского бассейна. 1959.
- Металлогения Украины и Молдавии. 1974.
- Метаморфогенное рудообразование. 1979.

## Награды
- Орден Ленина;
- Сталинская премия (1951);
- Государственная премия Украинской ССР в области науки и техники (1973) — за разработку теоретических основ металлогении докембрия Украинского щита;
- Государственная премия СССР (1974);
- Заслуженный деятель науки УССР (1987);
- Премия имени В. Вернадского АН УССР (1983).